# YahSat 1B
Yahsat 1B — комерційний геостаціонарний телекомунікаційний супутник військового та цивільного призначення, що належить супутниковому операторові Yahsat (Al Yah Satellite Communications Company) (ОАЕ).
Поряд з раніше запущеним супутником Яхсат 1А, Яхсат 1Б обслуговуватиме як державних, так і комерційних користувачів на Близькому Сході, в Африці, Європі та Південно-Західній Азії і буде служити для різних додатків супутникового зв'язку, таких як телебачення високої чіткості або послуги широкосмугового доступу.

## Конструкція
Головним розробником КА «Яхсат 1Б» є компанія Astrium і тому супутник заснований на її платформі Eurostar 3000 з терміном активного існування понад 15 років. Стартова вага супутника — 6000 кг. Для корекції орбіти, супутник оснащений російськими плазмовими двигунами СПД-100 Потужність передається модулю корисного навантаження становить 12 кВт . Крім того компанія Astrium відповідає за наземний сегмент системи з двох супутників.
Компанія Thales Alenia Space відповідає за розробку корисного навантаження і забезпечує виведення супутника на орбіту . На відміну від «Яхсат 1А», космічний апарат (КА) «Яхсат 1Б» буде нести тільки транспондери Ka-діапазон а для забезпечення урядовим та військового зв'язку .

## Запуск супутника
Запуск супутника здійснює компанія International Launch Services (ILS) за допомогою РН Протон-М з розгінним блоком Бриз-М. Запуск намічений на квітень 2012 с майданчики 200 Л (ПУ № 39) космодрому Байконур і стане 376 — м пуском РН «Протон».